# Calyptranthes hintonii
Calyptranthes hintonii är en myrtenväxtart som beskrevs av Cyrus Longworth Lundell. Calyptranthes hintonii ingår i släktet Calyptranthes och familjen myrtenväxter. Inga underarter finns listade i Catalogue of Life.